# Andrzej Jezierski (koszykarz)
Andrzej Jezierski (ur. 1938) – polski koszykarz występujący na pozycji rozgrywającego, wielokrotny medalista mistrzostw Polski.
12 maja 1964 wziął udział w meczu Gdańsk Wybrzeże (71:117) All-Stars USA. W składzie reprezentacji gwiazd znajdowali się zawodnicy NBA: Bob Pettit (Hawks), Tom Heinsohn (Celtics), Bill Russell (Celtics), Oscar Robertson (Royals), Jerry Lucas (Royals) 16, Tom Gola (Knicks), Bob Cousy, K.C. Jones (Celtics). W spotkaniu tym zanotował 4 punkty.

## Osiągnięcia
Na podstawie, o ile nie zaznaczono inaczej.
Klubowe
- 3-krotny mistrz Polski (1971, 1972, 1973)
- Wicemistrz Polski (1970)
- 2-krotny brązowy medalista mistrzostw Polski (1964, 1968)
- Finalista Pucharu Polski (1969)
- Awans do najwyższej klasy rozgrywkowej z Wybrzeżem Gdańsk (1959)